# Papilio montrouzieri
Papilio montrouzieri ist ein Schmetterling aus der Familie der Ritterfalter. Er ist in Neukaledonien endemisch und wird im Französischen, aufgrund seiner schillernd hellblauen Farbe, umgangssprachlich Papillon bleu calédonien genannt. Der Artname montrouzieri ehrt den französischen Geistlichen und Naturforscher Xavier Montrouzier, der insbesondere die Fauna und Flora von Neukaledonien erforschte.

## Merkmale
Die Schmetterlinge besitzen eine Flügelspannweite von bis zu 10 cm. Die Oberseite der Flügel ist hellblau-türkis gefärbt mit schwarzem Rand, der Hinterrand der Hinterflügel weist eine Art „Schwalbenschwanz“ auf – daher der englische Name Blue Swallowtail („blauer Schwalbenschwanz“). Die Unterseite weist zur Tarnung eine bräunliche Färbung auf.

## Verbreitung
Papilio montrouzieri kommt überall auf der Hauptinsel Grande Terre und den Loyalitätsinseln des französischen Überseegebiets Neukaledonien vor, vom dichten Regenwald bis in die bewaldete Savanne und allen dazwischenliegenden Ökosystemen.

## Lebensweise
Die Raupen ernähren sich von Blättern der Rautengewächse, die Schmetterlinge vom Nektar der Blumen, gewöhnlich während der heißesten Stunden des Tages. Beim Nektarsammeln lassen sie sich nicht auf der Blüte nieder, sondern schwingen die Flügel nahe über dem Nektar.
Nach der Paarung sucht das Weibchen eine geeignete Wirtspflanze – ein Rautengewächs oder eine Zitrusfrucht – um insgesamt rund 100 hellgrüne, runde Eier zu legen. Sie verteilt diese nacheinander auf der Oberseite junger Blätter. Normalerweise werden nur jeweils 2–3 Eier auf derselben Wirtspflanze gelegt. Die Zeit zwischen der Eiablage und dem Schlupf der Raupen dauert 5–7 Tage, die Zeit als Raupe 27–30 Tage. Die jungen Raupen sind zunächst schwarz und wechseln anschließend zu Grün, um sich zur Tarnung der Farbe der Blätter anzupassen. In der letzten Entwicklungsphase als Raupe, kurz vor der Verpuppung, fertigt die Raupe drei Anheftungszonen an: eine für die Nachschieber und zwei seitlich, die wie ein Gurt den Kopf hochhalten. Das Puppenstadium dauert 18–20 Tage, die Schmetterlingspuppe weist eine grüne, manchmal braune Farbe auf, die sie auf der Pflanze praktisch unsichtbar macht. Der geschlüpfte Schmetterling hat eine Lebenserwartung von 21–26 Tagen.